# Протазиу-Алвис
Протазиу-Алвис (порт. Protásio Alves)  —  муниципалитет в Бразилии, входит в штат Риу-Гранди-ду-Сул. Составная часть мезорегиона Северо-восток штата Риу-Гранди-ду-Сул. Входит в экономико-статистический  микрорегион Гуапоре. Население составляет 1943 человека на 2006 год. Занимает площадь 172,810 км². Плотность населения — 11,2 чел./км².

## История
Город основан 29 апреля 1988 года. 

## Статистика
- Валовой внутренний продукт на 2003 составляет 32.148.564,00 реалов (данные: Бразильский институт географии и статистики).
- Валовой внутренний продукт на душу населения на 2003 составляет 15.907,26 реалов (данные: Бразильский институт географии и статистики).
- Индекс развития человеческого потенциала на 2000 составляет 0,818 (данные: Программа развития ООН).